# Tetramorium zambezium
Tetramorium zambezium är en myrart som beskrevs av Santschi 1939. Tetramorium zambezium ingår i släktet Tetramorium och familjen myror. Inga underarter finns listade i Catalogue of Life.